# NGC 5293
NGC 5293 (również PGC 48854 lub UGC 8710) – galaktyka spiralna (Sc), znajdująca się w gwiazdozbiorze Wolarza. Odkrył ją William Herschel 21 marca 1784 roku.